# Герат (провинция)
Гера́т (пушту ‎и дари هرات — Херат) — провинция (вилайят) Афганистана, одна из наиболее крупных, вторая по площади после провинции Гильменд. Расположена на западе страны, границе с Ираном и Туркменистаном. На северо-востоке граничит с провинцией Бадгис, с которой связан перевалом Сабзак, на востоке — с Гор, на юге — с Фарах.

## География
Большую часть провинции занимают полынные полупустыни. В долине реки Герируд — оазис.

## Население и религия
Вторая по площади провинция Герат делится на уезды: Адраскан, Герат, Гузара, Гулран, Гуриан, Зинда-Джан, Инджил, Карух, Кохсан, Кушк, Кушки-Кухна, Обе, Паштун-Заргун, Фарси, Чишти-Шариф, Шинданд.
На территории провинции проживают фарсиваны, таджики, чараймаки, пуштуны, узбеки, туркмены (племена: эрсарыйцы, текинцы, алилийцы, сарыки и салыры), кызылбаши, курды, моголы и др.
Столица провинции — город Герат, занимает второе место по численности среди городов Афганистана.
Большинство населения провинции исповедует шиизм, меньше — суннизм. Основными языками региона являются иранские языки — дари (фарси Кабули), пушту.
Население провинции Герат, как и провинций Панджшер и Бадахшан, оказывало ожесточённое сопротивление войскам движения талибан.

## История
В годы афганской войны (1979—1989) в провинции Герат дислоцировалась 5-я гвардейская мотострелковая дивизия и действовал влиятельный полевой командир Исмаил-хан, ставший впоследствии губернатором провинции и министром энергетики и водных ресурсов Афганистана.

## Административное деление
Провинция Герат делится на 16 районов:
- Адраскан
- Герат
- Гузара
- Гулран
- Гуриан
- Зинда-Джан
- Инджил
- Карух
- Кохсан
- Кушк
- Кушки-Кухна
- Обе
- Паштун-Заргун
- Фарси
- Чишти-Шариф
- Шинданд

## Экономика
В Гератской долине развито садоводство: выращивается абрикос, инжир, слива, груша, яблоня.
13 декабря 2018 года в провинции Герат состоялась церемония открытия Лазуритового коридора.